# تاکرو کیشیموتو
تاکرو کیشیموتو (انگلیسی: Takeru Kishimoto؛ زادهٔ ۱۶ ژوئیهٔ ۱۹۹۷) بازیکن فوتبال اهل ژاپن است.
از باشگاه‌هایی که در آن بازی کرده‌است می‌توان به باشگاه فوتبال سرزو اوساکا اشاره کرد.